# Berezhinovski
Berezhinovski (del ruso: Бережиновский) es un jútor del raión de Otrádnaya del krai de Krasnodar, en Rusia. Está situado en la orilla izquierda del río Urup, frente a Gusárovskoye, 22 km al noroeste de Otrádnaya y 199 km al sureste de Krasnodar, la capital del krai. Tenía 53 habitantes en 2010.
Pertenece al municipio Popútnenskoye.